# Étienne de Gerlache
Il conte Étienne Constantin de Gerlache (Bertrix, 25 dicembre 1785 – Bruxelles, 11 febbraio 1871) è stato un politico, avvocato e nobile belga, principale esponente del partito cattolico-liberale.

## Esordi
Nato nel piccolo comune di Biourge, nelle Ardenne, a diciott'anni, in un'epoca in cui i Paesi Bassi meridionali erano stati annessi al Primo Impero di Napoleone il Grande, de Gerlache si trasferì a Parigi per studiarvi diritto, uscendone licenziato alla locale Scuola di diritto. Fu quindi nominato avvocato alla Corte di Cassazione francese.

## Il Regno Unito dei Paesi Bassi

### L'Unione delle Opposizioni
Rientrò quindi in Belgio che, dal 1815, era stato unito ai Paesi Bassi nel Regno Unito dei Paesi Bassi, retto dalla Casa d'Orange-Nassau, nella persona del protestante Guglielmo I. Si trattava di un Regno costituzionale retto, tuttavia, da un governo profondamente conservatore, che, negli anni, giunse a scontentare viepiù i liberali "di sinistra". Mentre scontentava anche gli esponenti cattolici dei Paesi Bassi meridionali già spagnoli ed austriaci: uno "scontento" che de Gerlache rappresentò agli Stati Generali dell'Aia, sino al fatidico 1830.
Si trattava, insomma, di un terreno di coltura ideale per il nazionalismo proto-belga, che rendeva possibile un'unione (noi diremmo il connubio) fra liberali radicali e cattolici.
De Gerlache ebbe il merito di avviare, già dal 1825, il primo serio tentativo di questa Unione delle opposizioni. Fallito questo, nel 1827, sempre a Liegi egli diede impulso al giornale cattolico 'Corriere della Mosa' (le Courier de la Meuse) che cominciava a ravvicinare le proprie posizioni con il liberale 'Almanacco di Liegi' (Almanach de Liège o Mathieu Laensbergh). L’'Unione' ebbe definita affermazione l'8 novembre 1828, allorché il liberale Il Corriere dei paesi Bassi (le Courier des Pays-Bas), edito a Bruxelles si allineò su questa politica, con un allora famoso articolo a firma di Louis De Potter.

### Una carriera limitata a Liegi
Nel frattempo, de Gerlache, pur venendo escluso da ogni responsabilità amministrativa nazionale, poté seguire una notevole carriera da notabile locale, nella città di Liegi: luogo non secondario ma decisamente marginale nel contesto del protestante ed olandese Regno Unito dei Paesi Bassi: nel 1821 divenne consigliere della reggenza di Liegi; nel 1824 membro degli Stati Generali del Regno Unito dei Paesi Bassi; nel 1825 consigliere alla corte superiore di giustizia di Liegi.

## La Rivoluzione belga

### Gli Stati Generali dell'Aia
La relativa marginalizzazione della classe dirigente dei Paesi Bassi meridionali, della quale la marginalità della carriera del de Gerlache è chiara testimonianza, continuava ad erodere le basi del consenso del regno di Guglielmo I, complice l'ormai realizzata Unione delle opposizioni, fino a quando il successo della Rivoluzione di luglio a Parigi non accese la miccia della rivolta di Bruxelles.
Il 27 agosto 1830, nel corso della rivoluzione, agli inizi di una sollevazione a Liegi, de Gerlache creò una commissione di sicurezza pubblica per gestire la situazione.
All'inizio di settembre, egli si recò agli Stato Generali all'Aia, ove mise in guardia il sovrano riguardo alle conseguenze di un intervento militare contro le città insorte del Belgio.
Il 29 settembre, gli Stati Generali votarono la separazione amministrativa delle provincie meridionali da quelle del nord.
De Gerlache rientrò in Belgio e venne nominato dal Governo provvisorio belga del 1830 presidente della commissione incaricata di elaborare la Costituzione belga.

### Il Congresso Nazionale
Il 27 ottobre, venne eletto al Congresso Nazionale del Belgio per il distretto di Liegi, quindi vicepresidente di tale assemblea.
Lì si pronunciò per l'indipendenza del Belgio e l'adozione della forma istituzionale della monarchia costituzionale.
Allorché il de Chokier venne eletto reggente, il 24 febbraio 1831, de Gerlache ne prese il posto come presidente del Congresso. Non solo, il reggente lo nominò anche Primo Ministro del primo governo del Belgio Indipendente. Tutti i suoi ministri, nominati dal reggente de Chokier, erano liberali (Albert Goblet, Alexandre Gendebien, Sylvain Van de Weyer, Charles de Brouckère, Jean-François Tielemans): ma il tentativo non durò che sei giorni (dal 26 febbraio al 4 marzo 1831), travolto dagli attacchi dei liberali contro de Gerlache, nonché dal grande tema della politica estera, volendo, il reggente, appoggiarsi esclusivamente sull'appoggio di Luigi Filippo di Francia.

### L'elezione di Leopoldo I a re dei Belgi
La grande questione del momento era, infatti, l'elezione di un monarca, che sostituisse la decaduta Casa d'Orange-Nassau. Un primo tentativo era fallito, con il rifiuto di Luigi Filippo ad accettare il posto per il proprio secondogenito, il Duca di Nemours, di fronte alla feroce opposizione delle altre potenze (Palmeston si spinse a minacciare una reazione militare).
De Gerlache seppe fare tesoro di questo pericoloso fallimento e, di ritorno al Congresso, fu tra coloro che proposero la candidatura di Leopoldo di Sassonia-Cobourgo-Gotha al trono del Belgio. Tanto che fece parte della delegazione inviata a Londra per annunciare ufficialmente al principe la sua elezione.

## Il Regno del Belgio
Nonostante gli scontri fra cattolici e liberali che avevano segnato la caduta del governo de Gerlache, la nascita del nuovo Regno non segnò affatto la fine della politica unionista. Anzi, nel contesto della precaria condizione internazionale ed interna di quei primi anni, la concordia nazionale si impose come un'imprescindibile condizione necessaria al mantenimento dell'indipendenza: i primi governi belgi sono, dunque, tutti classificabili come unionisti (unionistes).
In un simile contesto, de Gerlache, seppe far valere il proprio ruolo storico di antesignano: nel 1831 venne eletto deputato di Liegi alla Camera dei rappresentanti e lì ne venne eletto presidente. Nel 1832 si lasciò l'incarico essendo stato scelto da Leopoldo I per l'incarico chiave di primo presidente della Corte di Cassazione (che tenne per ben 35 anni, sino al 1867).
Non solo: nel 1839, venne nominato ambasciatore straordinario alla Conferenza di Londra, ove tentò di ottenere una revisione del vecchio Trattato dei XXIV articoli, che in quell'anno Guglielmo I aveva finalmente accettato di ratificare, con grave scorno dei Belgi che dovettero cedere il territorio dell'attuale Granducato del Lussemburgo ed il Limburgo orientale.

## Pubblicazioni
- Révolutions de Liége sous Louis de Bourbon (1831)
- Histoire du Royaume des Pays-Bas depuis 1814 jusqu'en 1830 (1839)
- Histoire du Royaume des Pays-Bas : Depuis 1814 Jusqu'en 1850 (1842)
- Histoire de Liège depuis César jusqu'à Maximilien de Bavière, Bruxelles, M. Hayez, 1843.
- Essai sur Grétry, 1844
- Études sur Salluste et sur quelques-uns des principaux historiens de l'antiquité considérés comme politiques, comme moralistes et comme écrivains: suivies de réflexions et de discours sur la manière d'étudier et d'écrire l'histoire (1847)
- Essai sur le mouvement des parties en Belgique, depuis 1830 jusqu'à ce jour, suivi de quelques réflexions sur ce qu'on appelle les grands principes de 1789 (1852)
- Histoire de Liège depuis César jusqu'à la fin du XVIIIe siècle (1859)
- Œuvres complètes de M. le baron de Gerlache (1859)
- Essais sur les grandes époques de notre histoire nationale et mélanges politiques et littéraires (1876)
- Traduction des 22 premiers chapitres de la conjuration de Catilina